# Фланден, Эжен
Эжен Фланден (англ. Eugène Flandin, полное имя Jean-Baptiste Eugène Napoléon Flandin; 15 августа 1809, Неаполь — 29 сентября 1889, Тур) — французский учёный-востоковед, археолог и художник.

## Биография
Ученик Ораса Верне. В 1837 году служил в Алжире. В 1839 году был совместно с Паскалем Костом направлен в составе французского посольства под руководством графа де Серсея в Персию (ныне Иран), целью которой было восстановление фактически прерванных в 1809 году франко-персидских отношений и изучение древних памятников на территории страны. Фланден прожил в Персии два с половиной года, посетив множество персидских и османских городов и сделав большое количество зарисовок персидских памятников архитектуры и изобразительного искусства, за что в 1842 году получил Орден Почётного легиона. В 1844 году участвовал в раскопках древней ассирийской столицы Ниневии. С 1850 по 1866 год был мэром Сереля, в 1865 году стал советником префекта Тура, с 1866 по 1876 год был вице-президентом совета префектуры Тура.

## Труды
Основные работы: «Voyage en Perse» (в соавторстве с Паскалем Косте, его спутника в Персии; 6 томов, 1851); «L’Orient» (4 тома, 1856); «L’histoire des Chevaliers de Rhodes» (1861). Его картины, в основном панорамы восточных и некоторых европейских городов, выставлены в ряде музеев мира.